# 주당순이익
주당순이익(EPS)는 기업이 1주당 얼마의 순이익을 냈는가를 나타내는 지표이다. 예를 들어 발행주식이 10,000개인 기업이 순이익 1,000원을 냈다면 주당순이익은 0.1이 된다. EPS는 주로 PER을 계산하기 위한 값으로 이용되며 단독으로는 별로 사용되지 않는다

## 비판
주가 10,000원짜리 기업이 순이익 1,000원을 냈다고 해도, 발행한 주식의 수를 알 수 없으므로 주당 순이익이 0.1이라고 단정지어서는 안된다. 또한 발행한 주식의 수가 달라질 수도 있으므로, 얼마든지 0.1이라는 수치는 변할 수 있다는 점도 간과해서는 아니된다.